# Michael Erler (Altphilologe)

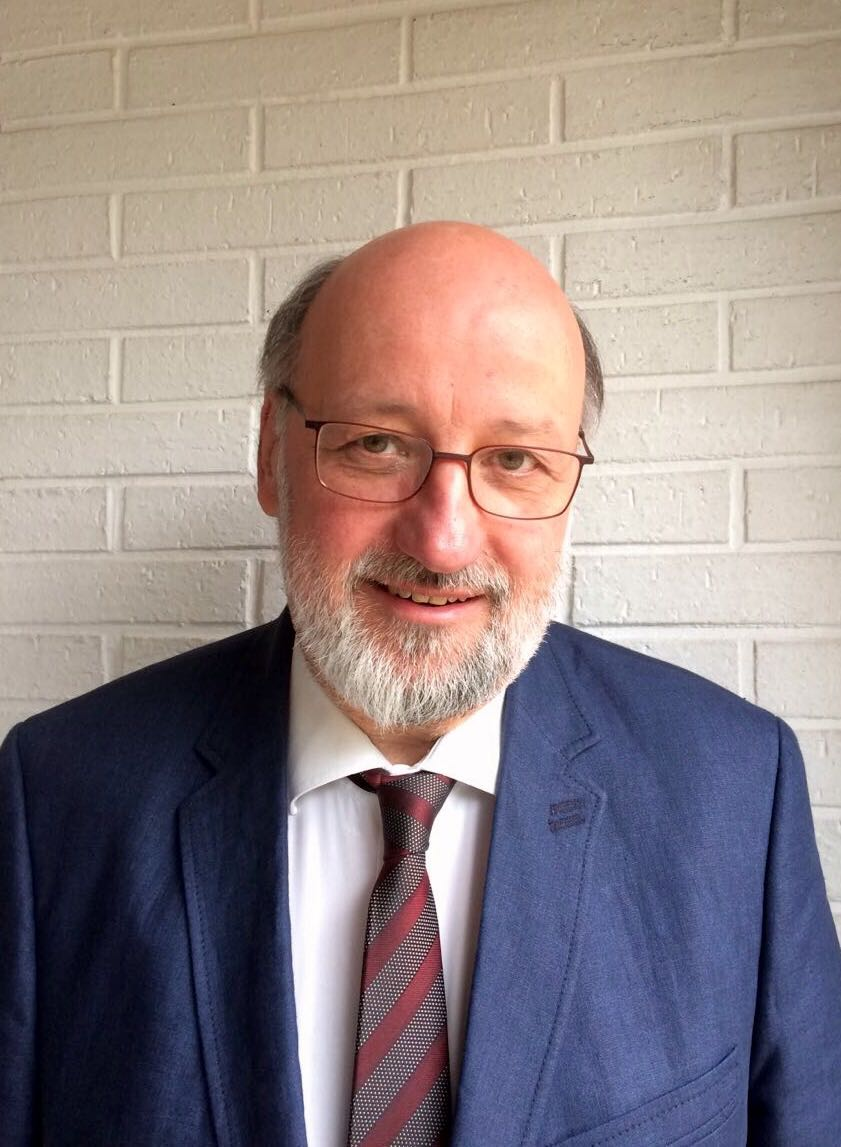
Michael Erler

Michael Erler (* 14. August 1953 in Köln) ist ein deutscher Klassischer Philologe, der von 1991 bis 2019 an der Julius-Maximilians-Universität Würzburg lehrte.

## Leben
Ab 1972 studierte Erler Mathematik, Physik und Philosophie, ab 1973 Altgriechisch und Latein an der Universität zu Köln. Unterbrochen von einem Aufenthalt am University College London, schloss Erler 1977 sein Magisterstudium als Stipendiat der Studienstiftung des deutschen Volkes ab. 1977/78 wurde Erler in Köln promoviert, 1980/81 folgte das Staatsexamen. Zunächst wirkte er als wissenschaftlicher Mitarbeiter des Institutes für Altertumskunde, Abteilung für Papyrologie in Köln, später als Angestellter der Universität Konstanz, Fachbereich Literaturwissenschaft. 1984/85 habilitierte sich Erler an der Universität Konstanz, unterstützt durch Stipendien der Deutschen Forschungsgemeinschaft, in deren Heisenberg-Programm er anschließend bis 1989 aufgenommen wurde. 1990 war Erler Fellow am Institute for Advanced Studies in Edinburgh.
Nach Lehrstuhlvertretungen in München (1986/1987) und Erlangen (1987/1988) für Griechisch bzw. Latein forschte Erler 1987 bis 1988 als Junior Fellow am Center for Hellenic Studies in Washington, D.C. und lehrte in den darauffolgenden Jahren als Privatdozent an der Universität Konstanz. 1989 bis 1991 hatte er eine Professur für Latein an der Friedrich-Alexander-Universität Erlangen-Nürnberg inne und forschte im Herbst 1990 als Fellow am Institute for Advanced Studies in Edinburgh. Seit 1991 ist Erler Ordinarius für Klassische Philologie an der Universität Würzburg mit dem Schwerpunkt Gräzistik; einen Ruf an die Universität Erlangen-Nürnberg lehnte er 2001 ab. 2013 erhielt er die Ehrendoktorwürde der Aristoteles-Universität Thessaloniki. 2019 trat er in den Ruhestand. Sein Nachfolger wurde Jan Stenger.
Erler ist verheiratet und hat zwei Kinder.

## Funktionen und Mitgliedschaften
Erler ist Mitglied mehrerer wissenschaftlicher Gesellschaften und Kuratorien; er war und ist Fachgutachter für nationale und internationale Stiftungen und Gesellschaften. Zudem ist er seit 2003 Vertrauensdozent der Studienstiftung des deutschen Volkes und Mitglied verschiedener Gremien und Stiftungen.

### Funktionen und Mitgliedschaften (Auswahl)
- Mitglied des Centro Internazionale per lo Studio dei Papiri Ercolanesi
- Präsident der International Plato Society (2001–2004)
- Vorsitzender der Gesellschaft für antike Philosophie (2007–2010)
- Permanent invited professor der Universidad Alberto Hurtado, Facultad de Filosofía y Humanidades in Santiago de Chile, Chile (seit 2012)
- Vorsitzender der Mommsen-Gesellschaft (2013–2015); 2. Vorsitzender seit 2015
- korrespondierendes Mitglied der Heidelberger Akademie der Wissenschaften (seit 2013)
- Permanent fellow of the Board of Visiting Scholars am Archai UNESCO Chair (seit 2014)
- Mitglied der Akademie gemeinnütziger Wissenschaften zu Erfurt (seit 2015)

### Funktionen an der Universität Würzburg
- Prodekan (1994–1996, 2004–2007)
- Dekan und Senator (2002–2004)
- Senator und Mitglied des Hochschulrats (2007–2011)
- Geschäftsführender Vorstand des Würzburger Altertumswissenschaftlichen Zentrums (WAZ) im Sommersemester 2007 und Wintersemester 2007/08
- Mitglied der Graduate School of the Humanities (GSH) der Universität Würzburg (2005-)
- Siebold-Collegium Institute for Advanced Studies (SCIAS): Direktorium (chairman) (seit 2016)

### Herausgeberschaften
Erler ist Mitherausgeber von wissenschaftlichen Zeitschriften und Reihen
- Beiträge zur Altertumskunde (mit Clemens Zintzen, Ludwig Koenen, Ernst Heitsch) (BzA), De Gruyter, Berlin/New York (zuvor Saur-Verlag, Leipzig/München).
- Würzburger Jahrbücher für die Altertumswissenschaft (mit Thomas Baier und Matthias Steinhart; zuvor mit Ludwig Braun und Erika Simon), seit 1999.
- Archiv für Begriffsgeschichte (seit 2008) zusammen mit Ulrich Dierse und Christian Bermes.
- Schwabe Epicurea, zusammen mit Wolfgang Rother.

Zudem ist er im wissenschaftlichen Beirat zahlreicher Zeitschriften.

## Forschung und Lehre
Schwerpunkte der Forschung Erlers sind die Philosophie der Antike (insbesondere Platon und der Platonismus sowie Epikur und der Epikureismus), das antike Drama, die Literatur des Hellenismus und die römische Kaiserzeit. Ein Fokus der Forschung liegt zudem auf dem Verhältnis von Literatur und Philosophie in der Antike.

### Gastvorlesungen
- 8.–11. November 2010: Platone nella cultura greca del IV secolo a.C. (Corso di eccellenza, Università degli Studi di Macerata).
- 12. April 2011: “The fox knoweth many things, the hedgehog one great thing”. The relation of philosophical concepts and historical contexts in Plato’s Dialogues (The Stephen MacKenna Lecture, Trinity College Dublin).
- 24.–28. November 2014: Sokrates in der Höhle. Aspekte praktischer Ethik im Platonismus der Kaiserzeit (Tria corda. Jenaer Vorlesungen zu Judentum, Antike und Christentum, Friedrich-Schiller-Universität Jena).
- 18. November 2016: Aristotle in Gymnasium and University in Germany; Aristotle at the Lyceum – Past, Present and Future (UNESCO – Ελληνική Δημοκρατία: 2016. Anniversary Year on Aristotle).
- Mai 2017: Epicurus. How to life a happy life together with others (RUC Master Class in Ancient Philosophy, six lectures, Renmin-Universität China).
- Mai 2017. Elenctic aporia and performative euporia. Literary form and philosophical message of some Platonic dialogues (Peking-Universität and Sichuan-Universität).

## Schriften

### Monographien
- Proklos Diadochos. Über die Existenz des Bösen (= Beiträge zur Klassischen Philologie. Band 102). Hain, Meisenheim am Glan 1978, ISBN 3-445-01882-0.
- Isaak Sebastokrator. Über Vorsehung und Schicksal (= Beiträge zur Klassischen Philologie. Band 111). Hain, Meisenheim am Glan 1979, ISBN 3-445-01997-5.
- Proklos Diadochos. Über die Vorsehung, das Schicksal und den freien Willen an Theodoros, den Ingenieur (Mechaniker) (= Beiträge zur Klassischen Philologie. Band 121). Hain, Meisenheim am Glan 1980, ISBN 3-445-02100-7.
- mit Bärbel Kramer, Dieter Hagedorn und Robert Hübner: Kölner Papyri. Band 3 (= Papyrologica Coloniensia. Band 7,3). Westdeutscher Verlag, Wiesbaden 1980, ISBN 3-531-09911-6.
- Der Sinn der Aporien in den Dialogen Platons: Übungsstücke zur Anleitung im philosophischen Denken. De Gruyter, Berlin/New York 1987, ISBN 3-11-010704-X.[2]
- I dialoghi aporetici di Platone alla luce del nuovo paradigma ermeneutico. Neapel 1991.
- Epikur, Die Schule Epikurs, Lukrez. In: Hellmut Flashar (Hrsg.): Die hellenistische Philosophie (= Die Philosophie der Antike. Band 4). Teil 1, Schwabe, Basel 1994, ISBN 3-7965-0930-4.
- Römische Philosophie. In: Fritz Graf (Hrsg.): Einleitung in die lateinische Philologie. Teubner, Stuttgart/Leipzig 1997, ISBN 3-519-07434-6.
- Platon. Beck, München 2006, ISBN 978-3-406-54110-0.
- Platon (= Die Philosophie der Antike. Band 2/2). Schwabe, Basel 2007, ISBN 978-3-7965-2237-6.
- Kleines Werklexikon Platon (= Kröners Taschenausgabe. Band 502). Kröner, Stuttgart 2007, ISBN 978-3-520-50201-8.
- mit Theo Kobusch: Platon, Gorgias. Text, Übersetzung und Kommentar. Reclam, Stuttgart 2011, ISBN 978-3-15-018896-5.
- Platon, Euthydemos (= Platon: Werke. Übersetzung und Kommentar. Band VI 1). Vandenhoeck & Ruprecht, Göttingen 2017, ISBN 978-3-525-30413-6.
- Epicurus. An Introduction to his Practical Ethics and Politics. Schwabe, Basel 2019, ISBN 978-3-7965-4006-6 (chinesische Übersetzung: Peking University Press, Beijing 2021).
- Sokrates in der Höhle. Aspekte praktischer Ethik im Platonismus der Kaiserzeit (= Tria Corda. Jenaer Vorlesungen zu Judentum, Antike und Christentum. Band 12). Mohr Siebeck, Tübingen 2020, ISBN 978-3-16-159068-9.
- Lustkalkül, Askese und Weltoffenheit. Epikurs Lehre im Spannungsfeld von Tradition und Innovation (= Jacob Burckhardt-Gespräche auf Castelen. Band 44). Schwabe, Basel 2025, ISBN 978-3-7965-5378-3.

### (Mit-)Herausgegebene Sammelbände
- mit Therese Fuhrer (Hrsg.): Zur Rezeption der hellenistischen Philosophie in der Antike. Akten der 1. Tagung der Karl-und-Gertrud-Abel-Stiftung vom 22.–25. September 1997 in Trier (= Philosophie der Antike. Band 9). Steiner, Stuttgart 1999, ISBN 978-3-515-07442-1.
- als Hrsg.: Epikureismus in der späten Republik und der Kaiserzeit. Steiner, Stuttgart 2000, ISBN 3-515-07494-5.
- mit Theo Kobusch (Hrsg.): Metaphysik und Religion. Zur Signatur des spätantiken Denkens Akten des internationalen Kongresses vom 13.–17. März in Würzburg 2001. De Gruyter, München/Leipzig 2002, ISBN 978-3-11-097552-9.
- mit Stefan Schorn und Klaus Döring (Hrsg.): Pseudoplatonica: Akten des Kongresses zu den Pseudoplatonica vom 6.–9. Juli 2003 in Bamberg (= Philosophie der Antike. Band 22). Steiner, Stuttgart 2005, ISBN 3-515-08643-9.
- mit Luc Brisson (Hrsg.): Gorgias – Menon. Selected papers from the seventh Symposium Platonicum. Academia, St. Augustin 2007, ISBN 978-3-89665-357-4.
- mit Stefan Schorn (Hrsg.): Die Griechische Biographie in hellenistischer Zeit: Akten des internationalen Kongresses vom 26.–29. Juli 2006 in Würzburg. De Gruyter, Berlin/New York 2007, ISBN 978-3-11-019504-0.
- mit Wolfgang Rother (Hrsg.): Philosophie der Lust. Studien zum Hedonismus. Schwabe, Basel 2012, ISBN 3-7965-2765-5.
- mit Ada Neschke-Hentschke (Hrsg.): Platoninterpretation und ihre Hermeneutik vom 19. zum 21. Jahrhundert. Akten des Internationales Kolloquiums vom 7. bis 9. Februar 2008 im Istituto svizzero di Roma (= Argumenta in dialogos Platonis. Teil 2). Schwabe, Basel 2012, ISBN 3-7965-2809-0.
- mit Jan Erik Hessler (Hrsg.): Argument und literarische Form in antiker Philosophie: Akten des 3. Kongresses der Gesellschaft für antike Philosophie 2010. De Gruyter, Berlin/New York 2013, ISBN 978-3-11-033889-8.
- mit P. Derron und Th. Fuhrer (Hrsg.): Cosmologies et cosmogonies dans la littérature antique. Fondation Hardt, Genf 2015, ISBN 978-2-600-00761-0.

Zudem zahlreiche Aufsätze in nationalen und internationalen Zeitschriften über griechische und lateinische Literatur.